# Mollugo
Mollugo es un género de plantas de flores con 112 especies de la familia Molluginaceae.

## Especies seleccionadas
- Mollugo angustifolia
- Mollugo araucana
- Mollugo arenaria
- Mollugo axillaris
- Mollugo bainesii
- Mollugo brevipes
- Mollugo cambessedesii
- Mollugo cerviana (L.) Ser. - filigrana europea[1]
- Mollugo verticillata